# Рикомес (Белуно)
Рикомес (итал. Ricomes) је насеље у Италији у округу Белуно, региону Венето.
Према процени из 2011. у насељу је живело 26 становника. Насеље се налази на надморској висини од 406 м.